# Гонсало Пісарро
Гонсáло Пісáрро-і-Алóнсо (ісп. Gonzalo Pizarro y Alonso; 1502, Трухільйо — 10 квітень 1548, Куско) — іспанський конкістадор.
Позашлюбний син іспанського капітана Гонсало Пісарро і Родрігес де Агілар. Гонсало був рідним братом Хуана Пісарро і братом по батькові Франсіско і Ернана Пісарро. Через свого батька всі брати Пісарро доводились троюрідними братами іншому знаменитому конкістадору — Ернану Кортесу.

## Ранні роки в Перу
Гонсало Пісарро народився в Трухільйо в Іспанії в 1502 році. У 30-річному віці супроводжував свого старшого брата Франсіско Пісарро в його третьої експедиції в Америку, саме в цій експедиції була завойована Імперія Інків. Як вважають, Гонсало Пісарро був більш жорстоким конкістадором в порівнянні зі своїм братом Франсиско, він був корумпованою і дуже озлобленою людиною, яка завдала багато горя завойованим аборигенам Перу і інкам.
Гонсало Пісарро брав участь майже у всіх боях при завоюванні Імперії Інків, в тому числі і у взятті в полон останнього незалежного правителя інків Атавальпи. Як і інші його брати, він брав участь в розподілі скарбів з «Викупу Атавальпи».
Після виникнення розбіжностей між Франсіско Пісарро і іншим авторитетним конкістадором Дієго де Альмагро останній був змушений покинути завойований до того моменту Куско. Після чого іспанський король Карл V  дав йому завдання дослідити південне Перу (сучасне Чилі) з метою завоювання нових земель і збагачення іспанської корони. Після відбуття Альмагро Франсіско Пісарро призначив своїх братів Гонсало і Хуана командувати гарнізоном Куско, а сам відбув досліджувати північне узбережжя Перу, де і заснував в 1535 році місто Ліма.
Правління Гонсало і його брата Хуана в Куско ознаменувалося корупцією, грабежами і неймовірною жорстокістю по відношенню до корінного населення регіону; всіх, хто не приймав правління іспанців, страчували і піддавали жорстоким тортурам. В результаті їх правління в Куско спалахнуло повстання інків під керівництвом Манко Юпанкі. Повсталим інкам вдалося ненадовго відбити у іспанців Куско, саме повстання проходило з перемінним успіхом. Після повернення з експедиції в південне Перу Дієго де Альмагро запропонував союз Манко Юпанкі проти братів Пісарро. Спочатку Манко начебто навіть погодився, але потім відмовився від співпраці і далі залишався осторонь від «розборок» іспанців. 18 квітня 1537 року Альмагро розгромив війська братів Пісарро, заарештував самих братів і зайняв місто. Гонсало Пісарро вдалося втекти і дістатися до резиденції брата Франсиско в Лімі. Незабаром між ворогуючими сторонами було укладено перемир'я, але після того, як Дієго Альмагро відпустив інших братів Пісарро, бойові дії поновилися, Альмагро зазнав поразки від братів і був страчений.

## Участь в експедиції Франсиско Орельяна
У 1541 році Гонсало Пісарро був призначений губернатором Кіто. Незадоволений новим призначенням і за наполяганням свого брата Франсиско, Гонсало Пісарро почав збирати експедицію в пошуках легендарної країни Ельдорадо. Знаючи про підготовку експедиції, до неї вирішив приєднатися Франсіско Орельяна, який попрямував в Гуякіль для набору учасників експедиції. Орельяне вдалося зібрати 23 людини і кілька коней. Сам Гонсало Пісарро зібрав 220 іспанців і близько 4000 індіанців, експедиція виступила з Кіто в лютому 1541 року. У березні загін Пісарро зустрівся в долині Сумак з загоном Орельяни, і вони розпочали спільний перехід через Анди, який став фатальним для більшої частини експедиції. В Андах були великі снігопади і сильні морози, через які загинули 140 з 220 іспанців і приблизно 3000 з 4000 індіанців.
Після подолання гірського хребта було вирішено побудувати невелику бригантину «Сан-Педро» і спуститися вниз за течією річки, так як продовжувати подорож по заболочених джунглях було неможливо. Місцеві індіанці повідомляли, що в декількох днях шляху є місця, де багато золота і продовольства. Після завершення будівництва судна Пісарро наказав Орельяне відправитися за продовольством і золотом. На судні і супроводжували його 4 каное разом з ним відправилися 57 іспанців. Пропливши по річці кілька днів, Орельяна не виявлено ніяких поселень і, відповідно, ні продовольства, ні золота. Тоді він вирішив продовжити подорож по річці, кинувши Пісарро. Пісарро подумав, що загін Орельяни загинув, і вирішив з рештою 80 іспанцями повернутися назад в Кіто. Орельяна ж проплив по всій Амазонці, отримавши славу її першовідкривача.
Повернувшись в Кіто, Гонсало дізнався, що його брат Франсиско убитий 26 червня 1541 року послідовниками Альмагро (альмагрісти, як їх називали) на чолі з його сином Дієго де Альмагро дель Мосо. До цього часу в Перу прибув новий представник Іспанії Крістобаль Вака де Кастро, до якого звернувся Гонсало з пропозицією допомоги для покарання вбивць свого брата, але Кастро відмовився. Трохи пізніше альмагрістам все ж було завдано поразки в битві при Чупас, а Дієго де Альмагро дель Мосо був страчений, як і його батько.

## Опір новій іспанській владі
У 1544 році іспанський король Карл V призначив першого віце-короля Перу Бласко Нуньєса Вела. Прибулий віце-король запровадив нові закони, розроблені Бартоломе де Лас Касасом, які захищали права корінних народів Перу. Багато з конкістадорів Перу і перших поселенців обурилися, оскільки не могли більше так само безжально поводитись з індіанцями. Ці події спонукали Гонсало Пісарро і Франсіско де Карвахаля зібрати війська і почати повстання з метою скасування нових законів. Ім'я Гонсало стало об'єднуючим фактором для багатьох конкістадорів, які стали під його знамена, і спочатку багато хто радив йому оголосити себе королем Перу, але Гонсало відмовився від будь-яких претензій на землі Іспанії. Повстанської армії вдалося здобути перемогу над військами віце-короля близько Кіто. Однак після прибуття новопризначеного королівського намісника Педро де ла Гаске, посланого придушити повстання і скасувати нові закони, помилувавши повсталих, підтримка Гонсало Пісарро з боку його прихильників значно зменшилася. Більшість послідовників покинуло Пісарро до вирішального бою при Саксайуаман. Покинутий здебільшого прихильників, Гонсало Пісарро був не в силах протистояти новому представнику короля і здався після битви, після чого був обезголовлений. Гонсало Пісарро став останнім з братів Пісарро, який помер насильницькою смертю.